# Päpstliches Komitee für die Eucharistischen Weltkongresse
Das Päpstliche Komitee für die Eucharistischen Weltkongresse (lateinisch Pontificius Comitatus Eucharisticis Internationalibus Conventibus provehendis, ita.: Pontificio Comitato per i Congressi Eucaristici Internazionali) ist ein Gremium der römischen Kurie und wurde von Papst Leo XIII. gegründet. Benedikt XVI. genehmigte 2009 ein neues Statut. Das Komitee hat seinen Sitz im Staat der Vatikanstadt.

## Geschichte
Der erste Eucharistische Weltkongress wurde 1881 auf Initiative von Leo XIII. in Lille abgehalten. Bereits 1879 wurde hierzu ein ständiges Komitee für die Eucharistischen Weltkongresse etabliert. Mit dem neuen Statut vom 2. April 1986 erhielt das Komitee von Johannes Paul II. den Titel „Päpstliches Komitee für die Eucharistischen Weltkongresse“. Benedikt XVI. approbierte am 24. Dezember 2009 das neue Statut.

## Aufgabe und Arbeitsweise
Die Hauptaufgabe des Päpstlichen Komitees besteht in der Planung und pastoralen Vorbereitung der Eucharistischen Weltkongresse. Es prüft die sich bewerbende Kongressstadt und legt gemeinsam mit den Delegierten das Kongressthema fest. Beides lässt das Komitee durch den Papst genehmigen. Zur weiteren Vorbereitung erstellt das Komitee den Grundtext und legt das Programm fest. In den Planungsstab beruft der Vorsitzende des Komitees aus allen Patriarchaten, Synoden und Bischofskonferenzen einen Delegierten. Da es in der katholischen Kirche, die unierten Kirchen mitgezählt, insgesamt mehr als 200 Patriarchate, Synoden und Bischofskonferenzen gibt, ist der Planungsstab des Komitees bei mehr als 200 Mitgliedern kaum noch arbeitsfähig und braucht Unterstützung. Als unterstützendes Element werden nationale Komitees empfohlen.

## Zusammensetzung und Organisation
Das Komitee wird von einem Präsidenten geleitet, der für den Zeitraum von fünf Jahren vom Papst ernannt wird. Er kann in seinem Amt bestätigt werden. Der Papst ernennt alle anderen Mitglieder des Komitees, diese wählen dann einen Vizepräsidenten. Organe des Komitees sind die Vollversammlung und der Vorstandsrat. Zur Vollversammlung, die alle zwei Jahre einberufen wird, gehören alle Mitglieder, die nationalen Delegierten und die zusätzlich vom Präsidenten geladenen Personen. Der Vorstandsrat tagt mindestens einmal im Jahr, er besteht aus dem Präsidenten, dem Vizepräsidenten und die vom Papst ernannten Mitglieder. Das Sekretariat setzt sich aus den Offizialen des Päpstlichen Komitees zusammen.

## Präsidenten
- 1984–1991 Opilio Rossi
- 1991–2001 Édouard Gagnon PSS
- 2001–2007 Jozef Tomko
- 2007–2021 Piero Marini
- seit 2021 Corrado Maggioni SMM